# Еверард Гом
Сер Еверард Гом, перший баронет Лондонського Королівського товариства (6 травень 1756, Кінгстон-апон-Галл — 31 серпень 1832, Лондон) — британський лікар і зоолог.

## Біографія
Еверард Гом народився 6 травня 1756 році в Кінгстон-апон-Галлі і здобув освіту в Вестмінстерській школі. Після цього він одержав стипендію на навчання у Триніті-коледжі у Кембриджі, але замість цього вирішив стати учнем свого зятя-хірурга, Джона Гантера, в госпіталі Св. Георгія. Гантер одружився з його сестрою, поетесою і соціологом Енн Гом в липні 1771 року. Він допомагав Гантеру в багатьох анатомічних дослідженнях, а восени 1776 року частково описав колекції Гантера. Існують також докази того, що Гом був плагіатором робіт Гантера, іноді прямо, іноді непрямо; він також систематично знищував роботи свого зятя, з тим щоб приховати докази свого плагіату.
Отримавши кваліфікацію в Залі хірургів в 1778 році, Гом був призначений асистентом хірурга в військово-морському госпіталі Плімута. У 1787 році він був призначений асистентом хірурга, а потім хірургом в лікарні Святого Георгія. Він став королівським сержантом-хірургом в 1808 році та хірургом лікарні в Челсі в 1821 році. Він був номінований в баронетом (на садибі Велл Манор в графстві Саутгемптон) у 1813 році.
Еверард Гом був першим, хто описав викопну істоту (згодом відомої як «іхтіозавр»), знайдену поблизу Лайм-Реджис Джозефом і Мері Еннінг — відомою колекціонеркою та продавчинею скам'янілостей у 1812 році. Дотримуючись концепції Джона Гантера, він спочатку припустив її спорідненість з рибами. Гом також одним з перших вивчав анатомію качкодзьоба і довів, що це не живородна тварина, запропонувавши назвати його «яйцеживородним». Гом в основному публікував роботи з анатомії людини та тварин. Також він відомий тим, що був єдиним ученим, який вивчав загадкову знахідку — Стронсейського монстра.
Він став членом Лондонського Королівського товариства в 1787 році, читаючи там лекції (Croonian Lecture) протягом 1793—1829 років і отримавши за них Медаль Коплі в 1807 році.